# L.J. Holm
Lars Jess Holm (født 17. marts 1791 i København, død 1. november 1851 sammesteds) var en dansk kancellideputeret og højesteretsassessor.

## Karriere
Han var søn af konferensråd Ole Pedersen Holm (f. 1751 d. 1828) og Anna Cathrine født Dytskov (f. 1761 d. 1835), blev 1808 dimitteret fra Borgerdydskolen i København og tog 1811 juridisk eksamen. Faderen havde allerede 1809 fået ham ansat som kopist i Kontoret for Landbygningernes Brandforsikring; 1813 blev han fuldmægtig sammesteds, fungerede 1817-20 tillige som chef for dette kontor, blev i begyndelsen af 1821 fuldmægtig i det kort forinden oprettede fælles kontor for købstædernes og landets brandforsikringsvæsen, men udnævntes få uger efter til assessor i Den kongelige Landsoverret samt Hof- og Stadsret, 1837 til assessor i Højesteret og blev 1839 deputeret i det Danske Kancelli, chef for dettes 1. departement samt tillige (indtil udgangen af året 1840 decisor for de under Kancelliets 4. departement sorterende regnskaber for offentlige stiftelser og legater. Ved Kancelliets omordning 1848 afskedigedes han, da han ikke ønskede at overtage den ham tilbudte stilling som departementschef i Ministeriet for Kirke- og Undervisningsvæsenet. Han var tillige fra 1839 til sin død med en kort afbrydelse i 1848 medlem af den overordnede Tiendekommission og fik 1841 sæde i den angående overbestyrelsen af det hele kirke- og undervisningsvæsen nedsatte kommission. Fra 1840 og til sin død var han ekstraordinær assessor i Højesteret. I flere år (1833-39) var han medudgiver af Juridisk Tidsskrift og leverede bidrag såvel til dette som til Nyt juridisk Arkiv. Både som dommer og som administrativ embedsmand nød han stor anseelse og var i høj grad vurderet af sine kolleger for sin noble tænkemåde. 

## Udmærkelser
1816 blev han kancellisekretær, 1831 justitsråd og ved sin afgang 1848 konferensråd. 28. juni 1840 Ridder af Dannebrog og 28. juni 1842 Dannebrogsmand. 

## Familie
Han blev gift første gang 12. december 1835 i Holmens Kirke med Gjertrud Cathrine Aagesen (født 3. december 1801 i København, død 9. oktober 1843 sst.), datter af deputeret og generalkrigskommissær Søren Aagesen og Megtele Christine født Riegelsen. Anden gang ægtede han den 19. juni 1846 i Helligåndskirken Augusta Christina Aagesen (født 25. marts 1822 i København, død 10. april 1912 sst.), datter af Nicolai Aagesen.